# Језеро (локалитет)
Језеро је археолошки локалитет праисторијског насеља које се налази непосредно изнад данашњег вештачког језера Велики затон, где се у прошлости налазила десна обала изворишта Малог Пека.
Са северне стране насеља површине 1.800m² налази се мањи поток и неколико извора воде. Са севера и југа, насеље је окружено водотоковима. Стеновити врх узвишења послужио је за подизање стамбених објеката усечених у кречњачку подлогу, што је уобичајено и на другим локалитетима овог типа.
Керамички материјал са овог локалитета показује карактеристике позног енеолита, односно културног комплекса Коцофени-Костолац.